# Hetaerina hebe
Hetaerina hebe är en trollsländeart som beskrevs av Selys 1853. Hetaerina hebe ingår i släktet Hetaerina och familjen jungfrusländor. IUCN kategoriserar arten globalt som livskraftig. Inga underarter finns listade i Catalogue of Life.